# Clyde Rathbone

a Compétitions nationales et continentales officielles uniquement.

b Matchs officiels uniquement.
Dernière mise à jour le 14 janvier 2025.
Clyde Rathbone, né le 23 juillet 1981 à Durban (Afrique du Sud), est un joueur de rugby à XV international australien d'origine sud-africaine. Il joue aux postes d'ailier ou de centre. Il effectue la majeure partie de sa carrière en club avec les Brumbies, entre 2003 et 2009, puis entre 2013 et 2014. Il représente l'équipe d'Australie entre 2004 et 2006.

## Biographie
Clyde Rathbone est né à Durban en Afrique du Sud, et il est scolarisé à la Kingsway High School (en). Il rejoint en 1998 les Natal Sharks, avec qui il termine sa formation en jouant avec les équipes de jeunes. En 1999, il représente la sélection scolaire sud-africaine.
En 2002, il est le capitaine de l'équipe d'Afrique du Sud des moins de 21 ans, entraînée par Jake White,. Il remporte la Coupe du monde de cette catégorie, disputée à domicile, après une finale gagnée face à l'Australie. À la suite de la compétition, il est nommé pour le titre de meilleur joueur du monde de sa catégorie d'âge, mais la récompense revient finalement à son compatriote Pat Barnard.
La même année, il fait ses débuts professionnels avec la franchise des Sharks en Super 12, lors d'un match face aux Crusaders,. Considéré comme un joueur à fort potentiel, il joue une poignée de matchs lors de cette saison, avant de se blesser à l'aine,,.
En 2003, il décide de rejoindre l'Australie, et la franchise des Brumbies pour un contrat de deux saisons. Il justifie ce transfert, particulièrement commenté dans son pays natal par la volonté de découvrir l'Australie, où est née sa grand-mère, et par la qualité du projet sportif des Brumbies,.
Il ne joue aucun match lors de la saison 2003, à cause d'une sévère blessure à l'aine, ayant nécessité plusieurs opérations. Il fait finalement ses débuts avec sa nouvelle équipe la saison suivante, à l'occasion d'un match face aux Blues. Centre à son arrivée en Australie, il s'impose finalement à l'aile, et inscrit neuf essais en treize matchs,. Il est titulaire lors de la finale que son équipe remporte face aux Crusaders.
Au cours de sa première saison avec les Brumbies, il attire l'attention des sélectionneurs de l'équipe d'Afrique du Sud et d'Australie, et fait finalement le choix de cette dernière,. Il est sélectionné pour la première fois avec les Wallabies en juin 2004, à l'occasion d'une série de test matchs. Il obtient sa première sélection le 13 juin 2004 contre l'équipe d'Écosse à Melbourne. Il est aligné au poste de second centre, associé avec Matt Giteau. deux semaines plus tard, pour son troisième match international, il est titulaire à l'aile et inscrit un triplé lors de la large victoire de son équipe face à l'Angleterre,. Un mois plus tard, lors du Tri-nations 2004, il inscrit l'essai de la victoire lors d'un match face aux Springboks,.
En 2005, il voit son nombre de matchs joués avec les Brumbies et en sélection sérieusement diminué par les blessures,. De retour à son meilleur niveau en 2006, il effectue une saison pleine avec les Brumbies, et obtient la dernière de ses vingt-six sélections le 19 novembre 2006 face à la Irlande à Dublin.
Au début de la saison 2007 de Super 14, il se blesse gravement au genou, ce qui l'écarte des terrains pour le restant de l'année, lui faisant ainsi manquer la Coupe du monde en France,.
Il fait son retour à la compétition plus d'un an après sa blessure, en juin 2008, avec le club amateur de Eastern Suburbs en Shute Shield,. L'année suivante, il fait également son retour au rugby professionnel avec les Brumbies en Super 14. Toutefois à la fin de la saison 2009, insuffisamment remis de sa précédente blessure au genou, et après une nouvelle blessure au visage, il met un terme à sa carrière de joueur à l'âge de 28 ans.
Après l'arrêt de sa carrière, il se consacre à son entreprise Health Futures, qu'il a fondé avec sa femme. Il connaît toutefois un grave épisode dépressif durant cette période,.
En 2012, après trois ans éloigné de terrains, il décide de reprendre sa carrière de joueur, et s'entraîne avec son ancienne équipe des Brumbies dans le but d'obtenir un contrat,. Il obtient finalement un contrat pour la saison 2013 de Super Rugby,. Il fait son retour officiel sur les terrains le 16 février 2013 face aux Queensland Reds. Régulièrement utilisé lors de la saison, il est titulaire lors de la finale que son équipe perd face aux Chiefs,. La saison suivante, il manque toute la première partie de saison à la suite d'une blessure au tendon d'Achille, ne faisant sa première apparition qu'en mai 2014, et ne jouant que trois rencontres,. Il décide de prendre pour la deuxième fois sa retraite de joueur à la suite de cette saison, à l'âge de 33 ans, après un total de 64 matchs joués avec les Brumbies.

## Palmarès

### En club
- Vainqueur du Super 12 en 2004 avec les Brumbies.
- Finaliste du Super Rugby en 2013 avec les Brumbies.

## Statistiques internationales
Clyde Rathbone compte 26 sélections avec les Wallabies, dont 18 en tant que titulaire, entre sa première apparition le 13 juin 2004 à Melbourne face à la Écosse, et sa dernière le 19 novembre 2006 à Dublin face à la Irlande. Il inscrit 8 essais (40 points).
Il participe à trois éditions du Tri-Nations en 2004, 2005 et 2006, disputant douze rencontres.